# Plietsch
Plietsch ist ein Wissens- und Verbrauchermagazin im NDR-Fernsehen, daneben ist Plietsch eine Marke für Wissensbeiträge des NDR. Es wurde ursprünglich als Wissensmagazin gestartet, das von 2005 bis Dezember 2008 ausgestrahlt wurde. Von November bis Dezember 2008 moderierte Steffen Hallaschka die Sendung. Der Name plietsch kommt aus dem Plattdeutschen und bedeutet „aufgeweckt“ oder „gescheit“.
Plietsch wurde von 2005 bis 2007 immer donnerstags um 18:15 Uhr als halbstündige Sendung ausgestrahlt. Von November bis Dezember 2008 wurde es als dreiviertelstündige Sendung jeweils donnerstags um 21:00 Uhr gesendet.
Seit 2010 wird Plietsch als Rubrik im Verbrauchermagazin Markt, den Sendungen Visite, Mein Nachmittag und DAS! des NDR-Fernsehens in Form von kurzen Spots mit dem Untertitel „Wissen zum Weitersagen“ gesendet. Seit 2013 gibt es Plietsch zudem auch wieder als eigenständige Sendung mit einer Länge von 30 bis 45 Minuten, die ein paar Mal im Jahr ausgestrahlt wird.

## Themen
- aktuelle Berichte und Reportagen
- Porträts „plietscher“ Zeitgenossen aus dem NDR-Sendegebiet
- skurrile Geschichten aus der Wissenschaft
- Experimente zum Nachmachen

## Moderatoren
- Susanne Stichler (2005 bis 2007)
- Ernst-Marcus Thomas (2005 bis 2007)
- Steffen Hallaschka (2008)